# Чуперченій-Ной
Чуперченій-Ной (рум. Ciupercenii Noi) — село у повіті Долж в Румунії. Входить до складу комуни Чуперченій-Ной.
Село розташоване на відстані 257 км на захід від Бухареста, 83 км на південний захід від Крайови.

## Населення
За даними перепису населення 2002 року у селі проживали 4540 осіб. Рідною мовою 4534 особи (99,9%) назвали румунську.
Національний склад населення села:
| Національність | Кількість осіб | Відсоток |
| -------------- | -------------- | -------- |
| румуни         | 4510           | 99,3%    |
| цигани         | 27             | 0,6%     |